# Sucheng
Sucheng (chinesisch 宿城区, Pinyin Sùchéng Qū) ist ein ostchinesischer Stadtbezirk der bezirksfreien Stadt Suqian in der Provinz Jiangsu. Er hat eine Fläche von 854 km² und zählt 796.626 Einwohner (Stand: Zensus 2010).

## Administrative Gliederung
Auf Gemeindeebene setzt sich der Stadtbezirk aus vier Straßenvierteln, zehn Großgemeinden und vier Gemeinden zusammen. 

## Stadtbesonderheiten
Die chinesische Stadt ist mit einem großen Leuchtturm ausgestattet. Dieser hat 1766, 1853 und 1925 drei großen Passagierschiffen das Leben gerettet. An Bord waren in allen drei Schiffen rund 250 Menschen. Der Leuchtturm ist das am meisten besichtigte Gebäude in Sucheng.